# Siel Dedoelder
Siel Dedoelder (20 december 2005) is een Belgisch basketballer.

## Carrière
Dedoelder speelde in de jeugd van BC Oostende en speelde voor de tweede ploeg. Hij verliet Oostende in 2023 voor Kortrijk Spurs waar hij op dubbele licentie speelde met Basket Waregem. Hij speelde nooit voor Kortrijk zelf. Hij maakte na een seizoen al de stap terug naar Oostende waar hij voornamelijk voor de tweede ploeg speelde maar wel zijn debuut maakte in de BNXT League.

## Privéleven
Zijn vader Mike Dedoelder was ook een basketballer.

## Erelijst
- Belgisch landskampioen: 2025